# Blondie Goes to College
Blondie Goes to College ist eine US-amerikanische Filmkomödie in schwarz-weiß aus dem Jahr 1942. Regie führte Frank R. Strayer, das Drehbuch schrieb Lou Breslow nach den gleichnamigen Comics von Chic Young sowie einer Geschichte von Warren Wilson und Clyde Bruckman. Die Hauptrollen spielten Penny Singleton und Arthur Lake. Blondie Goes to College ist der zehnte Blondie-Film.

## Handlung
Als Dagwood Bumstead bei einem Footballspiel, dem er mit seiner Frau Blondie und seinem Sohn Baby Dumpling zusieht, der Ball in den Schoß fällt, beschließt er, dass er ins College muss. Wegen der frühen Hochzeit konnte er schließlich in keines gehen. Blondie sieht das anders und fragt deswegen Mr. Dithers, Dagwoods Chef. Doch auch der findet die Idee gut. Er empfiehlt Blondie sogar, auch sich selbst dort einzuschreiben. Wie sich allerdings bald herausstellt, lässt das Leighton College keine Ehepaare zu. Daher geben sich beide als unverheiratet aus, es ergibt sich sogar, dass die beiden in verschiedenen Wohnheimen unterkommen. Baby Dumpling bringen sie nach Calhoun, einem Militärlager für Kinder, das in der Nähe des Colleges liegt.
Schon am ersten Tag wirft Rusty Bryant, der neue Footballstar des Colleges, ein Auge auf Blondie. Gleichzeitig hängt sich Laura Wadsworth, Tochter des reichen J. J. Wadsworth, eines Konkurrenten von Mr. Dithers, an Dagwood. Da sich Rusty und Laura gut kennen, führt dies bald zu einem Doubledate. Dagwood will im College vor allem im Sport glänzen und versucht daher, zuerst in die Baseball- und dann in die Footballmannschaft zu kommen, scheitert dabei aber beide Male kläglich. Als Nächstes versucht er es mit Rudern. Damit er eine Chance bekommt, überredet Blondie Rusty, auf seinen Platz dort zu verzichten und als Ersatz Dagwood zu empfehlen. Dagwood wird aufgenommen und ist beim traditionellen Rennen gegen das Team eines benachbarten Colleges dabei. Das Rennen, das Leighton in den letzten acht Jahren gewonnen hat, läuft zunächst gut; das Boot von Leighton hat bald zwei Längen Vorsprung. Doch dann bekommt Dagwood einen Krampf und behindert als Folge seinen Hintermann. Als er merkt, dass er dem Team schadet, springt er aus dem Boot und wirft es dabei um. Das andere Team gewinnt deutlich.
Mr. Dithers möchte Dagwood ins Büro zurückbekommen und sucht daher Baby Dumpling im Lager auf. Obwohl der sich noch kurz zuvor dort sehr wohlgefühlt hatte – er war zum Sergeant ernannt worden und genoss die Befehlsgewalt – sieht er die Sache nun anders. Er muss Kartoffeln schälen und lässt sich daher leicht überreden, das Lager zu verlassen. Dithers bringt ihn und den Familienhund Daisy zu Dagwood. Dieser lässt sich nun auch leicht überzeugen, schärft seinem Sohn aber ein, ihn nicht als seinen Vater zu bezeichnen, solange sie in der Stadt sind. Baby Dumpling schreit aber ständig nach seiner Mutter. Dagwoods Vermieterin vermutet eine Kindesentführung und ruft die Polizei. Als die kommt, hat Dagwood gerade Baby Dumpling und Daisy zu Mr. Dithers ins Auto gebracht. Auch die Polizisten glauben an eine Entführung und verhaften Dagwood und Mr. Dithers. Beim Verhör kann Dagwood nicht überzeugen. Einerseits zeigt weder Baby Dumpling noch Daisy in irgendeiner Weise, dass sie zu Dagwood gehören, andererseits hat der Leiter des Verhörs bei dem Rennen vom Morgen auf Leighton gewettet. Nachdem auch Mr. Dithers verhört wurde, holt ein Polizist Blondie bei der gemeinsamen Feier der beiden Colleges ab. Die kann die Sache schnell klären und fährt mit Dagwood, Baby Dumpling und Daisy zurück zur Party. Dort geben sie sich als Familie zu erkennen und erklären ihre Zeit auf dem College für beendet. Kurz danach kommt auch Mr. Dithers, den sie bei der Polizei vergessen hatten, hinzu und feuert Dagwood. Als er aber erfährt, dass Dagwood J. J. Wadsworth mit einer geschäftlichen Idee vollkommen überzeugt hat, stellt er ihn sofort wieder ein.
Running Gag mit dem Briefträger Mr. Crumb
In dieser Folge gibt es keine solche Szene.

## Hintergrund
Ein Alternativtitel von Blondie Goes to College ist The Boss Said ‚No‘, laut der Internet Movie Database ist das der in Vereinigtes Königreich verwendete Titel. In dem Film gab Columbia mehreren jungen Schauspielern einen Auftritt, unter anderem Janet Blair, Adele Mara, Lloyd Bridges und Sid Melton.
Blondie Goes to College wurde vom 18. September bis zum 18. Oktober 1941 von Columbia produziert. Für das Szenenbild war Lionel Banks verantwortlich.
Die Welturaufführung von Blondie Goes to College war am 15. Januar 1942. Columbia übernahm auch den Vertrieb des Films. Über eine Aufführung im deutschsprachigen Raum ist nichts bekannt.

### Musik
In den Credits von Blondie Goes to College wird das Lied Do I Need You, das für diesen Film von Sammy Cahn und Saul Chaplin geschrieben wurde, erwähnt. Gesungen wurde es von Penny Singleton. Die Szene wurde aber aus dem Film herausgeschnitten. Tatsächlich singt Penny Singleton zusammen mit einem Chor das Lied Leighton School Song.

## Kritiken
Die Kritiken zu Blondie Goes to College sind sehr unterschiedlich, kommen aber zu dem Ergebnis, dass der Film, das Niveau der Serie treffe und auch Humor habe. Baby Dumpling sei so süß wie nie, besonders, wenn er als Sergeant die größeren Jungen herumkommandiere. Es sei eine weitere gute Folge mit vielen Höhepunkten und bewegenden Momenten. Der Film würde besonders bei Familien gut ankommen. Besonders witzig sei die Szene mit Professor Mixwell. Leonard Maltin wies dagegen darauf hin, dass die Komplikationen in der Geschichte vorhersehbar seien. Er gab 2 von 4 Punkten. Für Hal Erickson ist es eine der am besten erinnerten Folgen der Serie.
Penny Singleton und Arthur Lake, ja, die gesamte Stammbesetzung bringe ihre üblichen guten Leistungen, besonders Larry Simms. Auch Janet Blair, die wie Adele Mara durch den Film ins Rampenlicht gerückt werden solle, mache ihre Sache gut, anders als Adele Mara.
Die Kritik der Variety merkte an, dass mit dem Familienleben der Bumsteads in dieser Folge völlig anders umgegangen werde als es bis zu diesem Film üblich war. Auch werde auf die gewohnten Mechanismen zur Erzeugung von Witzen verzichtet. Dagwood renne den Briefträger nicht um, er komme nicht einmal in sein Büro, und auch das Familienleben werde anders dargestellt. Zwar mache dies keinen guten Film, aber jegliche Änderung in dieser Serie müsse begrüßt werden.